# Primetime-Emmy-Verleihung 2004
Die Verleihung der Emmy Awards 2004 fand am 19. September 2004 im Shrine Auditorium in Los Angeles statt. Dies war die 56. Verleihung des Preises in der Sparte Primetime.

## Ablauf
Die Preisverleihung wurde von Garry Shandling moderiert und vom US-amerikanischen Fernsehsender ABC ausgestrahlt.
Der Sender mit den meisten Nominierungen (38) war Home Box Office und hat 15 Auszeichnungen erhalten, gefolgt von den Sendern National Broadcasting Company und USA Network mit je vier Auszeichnungen. Die erfolgreichsten Serien waren Engel in Amerika (11 Nominierungen) mit sieben und Die Sopranos (12) mit vier Auszeichnungen. Am „treffsichersten“ erwiesen sich Arrested Development und Practice – Die Anwälte mit drei Auszeichnungen bei lediglich vier Nominierungen und die Reality-Show The Amazing Race 4, bei nur einer Nominierung mit Auszeichnung.
| Sender | Nominierungen | Preise |
| ------ | ------------- | ------ |
| HBO    | 53            | 15     |
| NBC    | 31            | 4      |
| CBS    | 18            | 1      |
| FOX    | 10            | 3      |
| ABC    | 8             | 1      |
| USA    | 7             | 4      |
| Andere | 28            | 3      |

Die Gewinner sind als Erstes und in Fettschrift aufgelistet.

## Auszeichnungen

### Dramaserie
(Outstanding Drama Series)
- Die Sopranos
  - 24
  - CSI: Den Tätern auf der Spur
  - Die himmlische Joan
  - The West Wing

### Comedyserie
(Outstanding Comedy Series)
- Arrested Development
  - Lass es, Larry!
  - Alle lieben Raymond
  - Sex and the City
  - Will & Grace

### Miniserie
(Outstanding Mini-Series)
- Engel in Amerika
  - American Family
  - Hornblower: Duty
  - Prime Suspect 6
  - Traffic

### Fernsehfilm
(Outstanding Made for Television Movie)
- Ein Werk Gottes
  - Pancho Villa – Mexican Outlaw
  - Ike: Countdown to D-Day
  - Der Löwe im Winter
  - The Reagans

### Reality-TV-Sendung
(Outstanding Reality-Competition Program)
- The Amazing Race 4
  - American Idol
  - The Apprentice
  - Last Comic Standing
  - Survivor: Pearl Islands

### Varieté-, Musik- oder Comedysendung
(Outstanding Variety, Music or Comedy Series)
- The Daily Show
  - Chappelle’s Show
  - Late Night with Conan O’Brien
  - Late Show with David Letterman
  - Saturday Night Live

## Hauptdarsteller

### Hauptdarsteller in einer Dramaserie
(Outstanding Lead Actor in a Drama Series)
- James Spader als Alan Shore in Practice – Die Anwälte
  - James Gandolfini als Tony Soprano in Die Sopranos
  - Anthony LaPaglia als Jack Malone in Without a Trace
  - Martin Sheen als President Josiah Bartlet in The West Wing
  - Kiefer Sutherland als Jack Bauer in 24

### Hauptdarsteller in einer Comedyserie
(Outstanding Lead Actor in a Comedy Series)
- Kelsey Grammer als Dr. Frasier Crane in Frasier
  - Larry David als sich selbst in Lass es, Larry!
  - Matt LeBlanc als Joey Tribbiani in Friends
  - John Ritter als Paul Hennessy in Meine wilden Töchter
  - Tony Shalhoub als Adrian Monk in Monk

### Hauptdarsteller in einer Miniserie oder Fernsehfilm
(Outstanding Lead Actor in a Miniseries or Movie)
- Al Pacino als Roy Cohn in Engel in Amerika
  - Antonio Banderas als Pancho Villa in Pancho Villa – Mexican Outlaw
  - James Brolin als Ronald Reagan in The Reagans
  - Mos Def als Vivien Thomas in Ein Werk Gottes
  - Alan Rickman als Alfred Blalock in Ein Werk Gottes

### Hauptdarstellerin in einer Dramaserie
(Outstanding Lead Actress in a Drama Series)
- Allison Janney als C.J. Cregg in The West Wing
  - Edie Falco als Carmela Soprano in Die Sopranos
  - Jennifer Garner als Sydney Bristow in Alias – Die Agentin
  - Mariska Hargitay als Detective Olivia Benson in Law & Order: Special Victims Unit
  - Amber Tamblyn als Joan Girardi in Die himmlische Joan

### Hauptdarstellerin in einer Comedyserie
(Outstanding Lead Actress in a Comedy Series)
- Sarah Jessica Parker als Carrie Bradshaw in Sex and the City
  - Jennifer Aniston als Rachel Green in Friends
  - Patricia Heaton als Debra Barone in Alle lieben Raymond
  - Bonnie Hunt als Bonnie Molloy in Life with Bonnie
  - Jane Kaczmarek als Lois Wilkerson in Malcolm mittendrin

### Hauptdarstellerin in einer Miniserie oder Fernsehfilm
(Outstanding Lead Actress in a Miniseries or a Movie)
- Meryl Streep als Hannah Pitt, Rabbi Isidor Chemelwitz, Ethel Rosenberg und Angel Australia in Engel in Amerika
  - Emma Thompson als Krankenschwester Emily, Obdachlose und Angel America in Engel in Amerika
  - Glenn Close als Eleanor in Der Löwe im Winter
  - Helen Mirren als Jane Tennison in Prime Suspect 6: The Last Witness (Masterpiece Theatre)
  - Judy Davis als Nancy Reagan in The Reagans

## Nebendarsteller

### Nebendarsteller in einer Dramaserie
(Outstanding Supporting Actor in a Drama Series)
- Michael Imperioli als Christopher Moltisanti in Die Sopranos
  - Steve Buscemi als Tony Blundetto in Die Sopranos
  - Brad Dourif als Doc Cochran in Deadwood
  - Victor Garber als Jack Bristow in Alias – Die Agentin
  - John Spencer als Leo McGarry in The West Wing

### Nebendarsteller in einer  Comedyserie
(Outstanding Supporting Actor in a Comedy Series)
- David Hyde Pierce als Niles Crane in Frasier
  - Peter Boyle als Frank Barone in Alle lieben Raymond
  - Brad Garrett als Robert Barone in Alle lieben Raymond
  - Sean Hayes als Jack McFarland in Will & Grace
  - Jeffrey Tambor als George Bluth Sr. in Arrested Development

### Nebendarsteller in einer Miniserie oder Fernsehfilm
(Outstanding Supporting Actor in a Miniseries or Movie)
- Jeffrey Wright als Belize, Mr. Lies und Continental Principality in Engel in Amerika
  - Patrick Wilson als Joe Pitt in Engel in Amerika
  - Justin Kirk als Prior Walter und Der Mann im Park in Engel in Amerika
  - Ben Shenkman als Louis Ironson und Continental Principality in Engel in Amerika
  - William H. Macy als John Irwin in Stealing Sinatra

### Nebendarstellerin in einer Dramaserie
(Outstanding Supporting Actress in a Drama Series)
- Drea de Matteo als Adriana La Cerva in Die Sopranos
  - Stockard Channing als Abbey Bartlet in The West Wing
  - Tyne Daly als Maxine Gray in Judging Amy
  - Janel Moloney als Donna Moss in The West Wing
  - Robin Weigert als Calamity Jane in Deadwood

### Nebendarstellerin in einer Comedyserie
(Outstanding Supporting Actress in a Comedy Series)
- Cynthia Nixon als Miranda Hobbes in Sex and the City
  - Kim Cattrall als Samantha Jones in Sex and the City
  - Kristin Davis als Charlotte York in Sex and the City
  - Megan Mullally als Karen Walker in Will & Grace
  - Doris Roberts als Marie Barone in Alle lieben Raymond

### Nebendarstellerin in einer Miniserie oder Fernsehfilm
(Outstanding Supporting Actress in a Miniseries or Movie)
- Mary-Louise Parker als Harper Pitt in Engel in Amerika
  - Julie Andrews als Nanny in Eloise at Christmastime
  - Angela Lansbury als Dora in The Blackwater Lightship (Hallmark Hall Of Fame Presentation)
  - Anne Heche als Rowena Larson in Gracie’s Choice
  - Anjelica Huston als Carrie Chapman Catt in Alice Paul – Der Weg ins Licht

## Gastdarsteller

### Gastdarsteller in einer Dramaserie
(Outstanding Guest Actor in a Drama Series)
- William Shatner als Denny Crane in Practice – Die Anwälte
  - James Earl Jones als Will Cleveland in Everwood
  - Martin Landau als Frank Malone in Without a Trace
  - Bob Newhart als Ben Hollander in ER
  - Matthew Perry als Joe Quincy in The West Wing

### Gastdarstellerin in einer Dramaserie
(Outstanding Guest Actress in a Drama Series)
- Sharon Stone als Sheila Carlisle in Practice – Die Anwälte
  - Louise Fletcher als Miss Eva Garrison in Die himmlische Joan
  - Marlee Matlin als Dr. Amy Solwey in Law & Order: Special Victims Unit
  - Betty White als Catherine Piper in Practice – Die Anwälte
  - Mare Winningham  als Sandra Blaine in Law & Order: Special Victims Unit

### Gastdarsteller in einer Comedyserie
(Outstanding Guest Actor in a Comedy Series)
- John Turturro als Ambrose Monk in Monk
  - John Cleese als Lyle Finster in Will & Grace
  - Danny DeVito als Roy in Friends
  - Anthony LaPaglia als Simon Moon in Frasier
  - Fred Willard als Hank MacDougal in Alle lieben Raymond

### Gastdarstellerin in einer Comedyserie
(Outstanding Guest Actress in a Comedy Series)
- Laura Linney als Charlotte in Frasier
  - Christina Applegate als Amy in Friends
  - Eileen Brennan als Zandra in Will & Grace
  - Georgia Engel als Pat MacDougal in Alle lieben Raymond
  - Cloris Leachman als Ida in Malcolm mittendrin

### Individuelle Leistung in einer Varieté- oder Musiksendung
(Outstanding Individual Performance in a Variety or Music Program)
- Elaine Stritch für Elaine Stritch: At Liberty
  - Billy Crystal für The 76th Annual Academy Awards
  - Ellen DeGeneres für Ellen DeGeneres: Here and Now
  - Bill Maher für Real Time with Bill Maher
  - Tracey Ullman für Tracey Ullman in the Trailer Tales

## Regie

### Regie für eine Dramaserie
(Outstanding Directing for a Drama Series)
- Walter Hill für Deadwood
  - Christopher Chulack für ER
  - Ryan Murphy für Nip/Tuck
  - Allen Coulter für Die Sopranos
  - Tim Van Patten für Die Sopranos

### Regie für eine Comedyserie
(Outstanding Directing for a Comedy Series)
- Joe Russo und Anthony Russo für Arrested Development
  - Bryan Gordon für Lass es, Larry!
  - Robert B. Weide für Lass es, Larry!
  - Larry Charles für Lass es, Larry!
  - Tim Van Patten für Sex and the City

### Regie für eine Miniserie, Fernsehfilm oder ein Special
(Outstanding Directing for a Miniseries, Movie or Dramatic Special)
- Mike Nichols für Engel in Amerika
  - Robert Harmon für Ike: Countdown to D-Day
  - Andrei Konchalovsky für Der Löwe im Winter
  - Tom Hooper für Prime Suspect 6: The Last Witness (Masterpiece Theatre)
  - Joseph Sargent für Ein Werk Gottes

### Regie für eine Varieté-, Musik- oder Comedysendung
(Outstanding Directing for a Variety, Music or Comedy Program)
- Louis J. Horvitz für The 76th Annual Academy Awards
  - John Moffitt für Bill Maher: Victory Begins At Home
  - Chuck O’Neil für The Daily Show
  - Andy Picheta, Nick Doob, Chris Hegedus und DA Pennebaker für Elaine Stritch: At Liberty
  - Neal Brennan, Andre Allen und Scott Vincent für Elaine Stritch: At Liberty
  - Jerry Foley für Late Show with David Letterman

## Drehbuch

### Drehbuch für eine Dramaserie
(Outstanding Writing for a Drama Series)
- Terence Winter für Die Sopranos (Episode: "Long Term Parking")
  - David Milch für Deadwood (Episode: "Pilot")
  - Michael Caleo für Die Sopranos (Episode: "Where’s Johnny?")
  - Terence Winter und Matthew Weiner für Die Sopranos (Episode: "Unidentified Black Males")
  - Robin Green und Mitchell Burgess für Die Sopranos (Episode: "Irregular Around the Margins")

### Drehbuch für eine Comedyserie
(Outstanding Writing for a Comedy Series)
- Mitchell Hurwitz  für  Arrested Development (Episode: "Pilot")
  - Garrett Donovan und Neil Goldman für Scrubs (Episode: "My Screw Up")
  - Christopher Lloyd und Joe Keenan für Frasier (Episode: "Goodnight, Seattle")
  - Julie Rottenberg und Elisa Zuritsky für Sex and the City (Episode: "The Ick Factor")
  - Michael Patrick King für Sex and the City (Episode: "An American Girl in Paris, Part Deux")

### Drehbuch für eine Miniserie, Fernsehfilm oder ein Special
(Outstanding Writing for a Miniseries, Movie or Dramatic Special)
- Tony Kushner für Engel in Amerika
  - Larry Gelbart für Pancho Villa – Mexican Outlaw
  - Sally Robinson, Eugenia Bostwick-Singer, Raymond Singer und Jennifer Friedes für Alice Paul – Der Weg ins Licht
  - Jane Marchwood, Tom Rickman und Elizabeth Egloff für The Reagans
  - Peter Silverman und Robert Caswell für Ein Werk Gottes

### Drehbuch für eine Varieté-, Musik- oder Comedysendung
(Outstanding Writing for a Variety, Music or Comedy Program)
- The Daily Show
  - Chappelle’s Show
  - Chris Rock: Never Scared
  - Late Night with Conan O’Brien
  - Late Show with David Letterman